# Фијат G.91
Фиат G.91 је вишенаменски италијански војни авион кога је развила фирма Фиат.

## Пројектовање и развој
НАТО је 1953. године издао захтев за нови лаки јуришни ловац-бомбардер који би могао да се распореди даље од великих база и са минималним објектима за подршку. Авион би такође могао да се производи у великом броју јефтино и да би се сматрао потрошном имовином која би се могла широко користити у НАТО-у
Спецификација за нови авион је предвиђала да мора да буде оперативан са траве и правих деоница пута, да полети на 1.100 метара, да има борбени домет од 280 километара који укључује 10 минута времена изнад циља, да носи фиксно наоружање од четири 12,7 mm митраљеза или два топа од 20 mm поред 454 kg невођене муниције испод крила, имају максималну брзину од 0,95 Mаха и максималну тежину празног авиона не већу од 2.268 kg. јуришни ловац-бомбардер.
Званично, развој италијанског авиона ФИАТ G.91 започет је мартa 1953. године, под вођством познатог италијанског конструктора Ђузепеа Габријелија који је створио лаган, компактан, лак за одржавање и јефтин за производњу масовно произведених авиона, опремљен постојећим млазним моторима, системима и оружјем.

## Технички опис
ФИАТ Г.91 једноседни подзвучни лаки јуришни ловац-бомбардер са једним турбомлазним мотором. Авион је био моноплан са ниским крилом, потпуно металне конструкције. Главни материјали који се користе у конструкцији авиона су легуре алуминијума и челик.
Труп је потпуно метални полумонокок овалног пресека са облогом од ал-лима спојене закивцима. Конструктивно је изведен из три дела: прамчани, централни и репни. У предњем делу трупа, испред предње оклопне плоче, налазила се ваздухопловна опрема и три камере. 
У централном делу трупа налазила се затворена кабина, одељак за оружје који се налазио испод кокпита и седам резервоара за гориво смештених дуж кокпита и заштићених оклопом. Кокпит је са три стране заштићен челичним оклопом и блиндираним ветробранским стаклом. Кокпит има седиште за избацивање. Да би се одржали нормални услови рада за пилоте, кокпит је опремљен ручном контролом климе.
Репни део трупа је причвршћен за централни део са четири вијка. Приликом одвајања репног дела, омогућен је приступ мотору. У репни конус изнад млазног отвора постављен је кочиони падобран.
Погонска група је једнокружни турбомлазни мотор са аксијалним компресором Фиат 4023 (лиценцирани Роллс-Роице / Бристол Сидделеи "Орфеј" БОР 3 Мк.803) са потиском од 22,00 kN.
Крило је потпуно метални двокраки кесонски тип са углом захвата од 37 степени. Крило се конструктивно састоји од средишњег дела, који је саставни део трупа, и две одвојиве конзоле. Конзоле се могу одвојити ради лакшег транспорта или замене. На горњој површини крила постављени су аеродинамички гребени. Крила су била опремљена: закрилцима са двоструким прорезима и елерони опремљени трим језичцима.
Репне површине су класичне: један вертикални стабилизатор са кормилом правца, два хоризонтална стабилизатора са кормилима дубине. Сви елементи репа су металне конструкције са облогом од ал-лима. Управљање кормилима је било механичко. Кормило правца је било опремљено трим језичком.
Стајни трап је система трицикл са једним носним точком и два главна точка испод крила. Точкови су били опремљени хидрауличним кочницама и гумама ниског притиска, што је омогућавало полетање и слетање са неасфалтираних аеродрома. Главни точкови стајног трапа се увлаче у труп према оси симетрије авиона. Носни точак се увлачи у нишу испод канала за усис ваздуха уназад.
Погонска група је једнокружни турбомлазни мотор са аксијалним компресором Фиат 4023 (лиценцирани Роллс-Роице / Бристол Сидделеи "Орфеј" БОР 3 Мк.803) са потиском од 22,00 kN.
Камере, прва је била усмерена напред, друга вертикално надоле и трећа, са два сочива, оријентисана десно и лево. Камере су омогућиле снимање објеката који се налазе директно испод авиона, са висина од 100 до 600 м, или лево (десно) од њега на удаљености од 1000-2000 м од линије лета. Да би се омогућио приступ камерама, носни конус је имао шарке.

## Наоружање
Авион је наоружан следећим оружјем: четири митраљеза Колт-Бровнинг М3 калибра 12,7 мм. Ударно наоружање се налазило на два подвесна носача испод крила. Могао би да се састоји од две бомбе од 113 kg, два резервоара за напалм бомбама или различитих комбинација невођених ракета 70 mm, 76 mm или 127 mm. Уместо наоружања, могу се окачити додатни резервоари за гориво капацитета 450 литара.
| Наоружање авиона: Фиат         |                     |
| Ватрено (стрељачко) наоружање  |                     |
| Топ                            |                     |
| Број и ознака топа             | 2хДЕФА              |
| Број граната                   | 2x125               |
| Митраљез                       |                     |
| Број и ознака митраљеза        | 4х Колт-Бровнинг М3 |
| Калибар                        | 12,7                |
| Бомбардерско наоружање (бомбе) |                     |
| Класичне авио бомбе            | 113 kg              |
| Укупна маса                    | 226                 |
| Број тачака за подвешавање     | 2                   |
| Ракетно наоружање (ракете)     |                     |
| Број и ознака ракета           | 70; 76 или 127 mm   |

## Верзије
- G.91 – прототип и претсеријска производња.
- G.91R/1 – лаки ловац и извиђач, са модификованим носом за смештај три камере.
- G.91R/1А – побољшана инструментација.
- G.91R/1B – ојачани труп.
- G.91R/3 – једноседа верзија за напад и извиђање за Луфтвафе. Покреће га Роллс-Роице Орпхеус са форсажом. Наоружан са два ДЕФА топа калибра 30 мм.
- G.91R/4 - Сличан Г.91R/3, али наоружан са четири митраљеза Колт-Бровнинг калибра 12,7 мм. Покреће га турбомлазни мотор Роллс-Роице Орпхеус.
- G.91T/1 – тренинг верзија G.91R/1 за Италију.
- G.91T/3 – модел за обуку направљен за Луфтвафе.
- G.91PAN – акробатски авион акробатске групе Frecce  Tricolori (Фрецце Трицолори), модификовани претсеријски модел.

## Оперативно коришћење
У јуну 1955. пројекат G.91 победио је на конкурсу за нови лаки ловац-бомбардер НАТО-а. Као резултат селекције, G-91 је добио поруџбину за производњу три прототипа и 27 претсеријских авиона. G.91 је извео свој први лет 9. августа 1956. године. У септембру 1957. године, обављени су финални тестовима за процену. Током ових тестова, италијански авион је показао импресивне перформансе и у јануару 1958. је званично проглашен за победника такмичења. Први пут су га усвојиле италијанске ваздухопловне снаге 1961., а 1962. примљен је у службу немачког ваздухопловства. Нешто касније усвојило га је и португалско ваздухопловство. Грчка и Сједињене Државе су такође разматрале могућност куповине ових авиона, али до договора никада није дошло. Авион се производио 17 година (производња је обустављена 1977), изграђено је укупно 770 авиона, укључујући и лиценцну производњу у Немачкој (ово је био први борбени авион који је Немачка купила после Другог светског рата). Последњи авион је повучен из употребе 1995. године.
У португалској служби G.91 је видео борбу; неколико авиона је послато у Африку ради блиске ваздушне подршке копненим трупама у португалском колонијалном рату који је трајао од 1961. до 1974. Током рата изгубљено је 7 авиона, од којих су 3 оборена ракетама Стрела-2 и три из митраљеза ДШК. Португалија је наставила да користи G.91 до 1993. године.

### Сачувани примерци
Авион Фиат G.91 је прилично заступљен у музејима европе и света. Многи се налазе као споменицу пред ваздухопловним базама у којима су били стационирани. Овде се наводе неки од музеја:
- Музеј Берлин - Гатов
- Malta Aviation Museum
- Seattle's Museum of Flight
- Museo Aeronautica Militare [Bracciano, Vigna di Valle]
- Dornier Museum, Friedrichshafen
- Museum für Luftfahrt und Technik [Wernigerode]
- Technik Museum [Speyer]
- Luftfahrt- und Technik-Museumspark [Merseburg]
- Armeemuseum Dresden

## Земље које су користиле авион
- Ангола
- Италија
- Немачка
- Португалија